# Bahar Idriss Abu Garda
Bahar Idriss Abu Garda, né le 1er janvier 1963, est le président et coordonnateur des opérations militaires du Front uni de résistance qui se bat, au Darfour, contre le gouvernement soudanais dans le cadre de la guerre civile au Darfour.

## Biographie
Abu Garda est issu de l'ethnie Zaghawa, l'un des trois groupes ethniques visés par le gouvernement du Soudan. Le président soudanais, Omar el-Béchir, est accusé par la Cour pénale internationale (CPI) d'avoir orchestré un génocide contre ces populations.

## Accusations de la Cour pénale Internationale
Abu Garda a été accusé par la CPI de crimes de guerre, à la suite d'une attaque en 2007 contre une mission du l'Union africaine. Il deviendra ainsi le premier accusé à se présenter volontairement devant la CPI ainsi que le premier accusé à comparaître au sujet de l'enquête sur le Darfour. Une audition a eu lieu en octobre 2009 devant la Cour, qui n'a pas confirmé les accusations portées contre lui.
Abu Garda est ensuite retourné au Darfour et a repris son poste au sein du Front uni de résistance.